# ラウタロ・バサン・ベレス
ラウタロ・バサン・ベレス（Lautaro Bazán Vélez、1996年2月24日 - ）は、ユナイテッド・ラグビー・チャンピオンシップ、ベネットン・ラグビーに所属するラグビー選手。

## プロフィール
- アルゼンチン・コルドバ出身[1]。
- ポジションはセンター(CTB)。
- 身長 188cm、体重 93kg
- U20アルゼンチン代表に選ばれたことがある[2]。
- アルゼンチン代表キャップは8（2024年10月現在）でラグビーワールドカップ2023のアルゼンチン代表に選ばれた。

## 略歴
2021年、東京五輪の7人制アルゼンチン代表に選ばれて銅メダル獲得。
2024年、ベネットンに加入。